# Little Gransden
Little Gransden è un villaggio e parrocchia civile dell'Inghilterra, appartenente alla contea del Cambridgeshire.